# Maximiliano Grillo
Maximiliano Grillo Jaramillo (Marmato, Estados Unidos de Colombia, 28 de agosto de 1868 -  Villeta, Colombia, diciembre de 1949), más conocido simplemente como Max Grillo, fue un poeta, ensayista, periodista y militar colombiano, gran propulsor de la cultura colombiana a inicios del siglo XX.

## Reseña biográfica
Maximiliano Grillo Jaramillo nació el 28 de agosto de 1868 en el municipio de Marmato, en el entonces Estado Soberano de Antioquia, en el hogar de Miguel Grillo Murcia, médico de profesión, y Rosalía Jaramillo Álvarez. La familia se trasladó a Manizales temporalmente, para luego regresar a Bogotá, de donde era originario su padre. Allí, Maximiliano terminó su bachillerato en el Colegio Mayor del Rosario, durante la rectoría de José Manuel Marroquín, para luego doctorarse en derecho y ciencia política en la Universidad Nacional de Colombia, graduándose en 1892. Posteriormente participó en la Guerra de los Mil Días como combatiente revolucionario del ejército liberal en la zona de Santander. Sus impresiones sobre la guerra quedaron plasmadas en el libro Emociones de la Guerra, publicado en 1903.
Se sabe poco sobre su vida personal. Era homosexual, por lo cual fue estigmatizado por la Iglesia Católica. A pesar de esto, desde  los primeros años del siglo XX, Grillo se codeó con la intelligentsia bogotana y latinoamericana, siendo cercano a escritores como Baldomero Sanín Cano. Gracias a esto, se convirtió rápidamente en un reconocido escritor afín a las causas liberales, y cercano al pensamiento de Rafael Uribe Uribe. 
Desde 1911, Maximiliano Grillo transitó hacia una nueva etapa profesional para desempeñarse en cargos diplomáticos, empezando como Encargado de Negocios y Secretario de la Legación de Colombia en Bolivia, donde permaneció hasta 1916. Asimismo, ejerció la función de Secretario de la Legación de Colombia en Brasil. Posteriormente, estableció su residencia en París, ciudad que durante la década de 1920 le brindó la oportunidad de coincidir con destacados escritores latinoamericanos que también la habitaron, entre ellos el peruano César Vallejo y el guatemalteco Miguel Ángel Asturias. Sus extensos viajes le permitieron estar al tanto de las expresiones literarias modernas, que defendió con ahínco en sus escritos.
Falleció a los 80 años en el municipio de Villeta, Cundinamarca.

## Publicaciones
Entre los títulos publicados por Grillo se encuentran:
- Emociones de la guerra. (Bogotá, 1903. Reeditado en París en 1912 bajo el título Los Ignorados)
- Raza vencida. Tragedias en dos actos. (Bogotá, 1905)
- Vida nueva. Drama en tres actos y dos cuadros. (Bogotá, 1908)
- Alma dispersa. (París, 1911)
- En espiral. Poesías. (París, 1916)
- Santander. El hombre civil. El Guerrero. (Bogotá, 1919)
- Ensayos y comentarios. (París, 1927)
- El hombre de las leyes. (Bogotá, 1915)
- Granada entreabierta. (Publicado en el volumen 82 de la Biblioteca Popular de Cultura Colombiana. Bogotá, 1946)

Además de estos, es pertinente resaltar que Maximiliano Grillo fue fundador de diversos periódicos y revistas, los cuales desempeñaron un papel esencial en la difusión del pensamiento moderno en Colombia. Entre estos destacan la Revista Gris, La Gruta, y la Revista Contemporánea, concebida en colaboración con los escritores Baldomero Sanín Cano y Ricardo Hinestrosa Daza. A pesar de su breve existencia, estas publicaciones se erigieron como un espacio propicio para los primeros debates en torno a la modernidad, incluyendo las primeras discusiones sobre el impresionismo y el arte moderno en el país. Cabe destacar que Grillo también se distinguió como prolífico escritor en diversos periódicos, tanto nacionales como extranjeros.